# ANA Open
ANA Open (ANAオープンゴルフトーナメント Ei-enu-ei ōpun gorufu tōnamento) är en professionell golftävling på den japanska golftouren. ANA är ett akronym för All Nippon Airways som är tävlingens titelsponsor. Tävlingen har spelats årligen sedan 1973 och arrangeras oftast i september månad. 
Tävlingen har spelats sedan 1973 på Sapporo Golf Club och deras Wattsu Course, som är 6,458 meter och har par 72. Masashi Ozaki har det lägsta tävlingsresultatet på 268 slag (−20 under par), samt har vunnit tävlingen sju gånger.
Åren 2006 och 2007 spelades banan som par 71.

## Vinnare
| År   | Spelare            | Resultat | Mot par |
| ---- | ------------------ | -------- | ------- |
| 2017 |                    |          |         |
| 2016 | Brendan Jones      | 270      | -18     |
| 2015 | Ryo Ishikawa       | 272      | -16     |
| 2014 | Katsumasa Miyamoto | 270      | -18     |
| 2013 | Koumei Oda         | 273      | -15     |
| 2012 | Hiroyuki Fujita    | 272      | -16     |
| 2011 | Kurt Barnes        | 275      | -13     |
| 2010 | Yuta Ikeda         | 274      | -14     |
| 2009 | Toru Taniguchi     | 272      | -16     |
| 2008 | Azuma Yano         | 273      | -15     |
| 2007 | Norio Shinozaki    | 277      | -7      |
| 2006 | Tomohiro Kondo     | 274      | -10     |
| 2005 | Keiichiro Fukabori | 274      | -14     |
| 2004 | Chawalit Plaphol   | 271      | -17     |
| 2003 | Yeh Wei-tze        | 277      | -11     |
| 2002 | Masashi Ozaki      | 271      | -17     |
| 2001 | Lin Keng-chi       | 273      | -15     |
| 2000 | Nobuhito Sato      | 282      | -6      |

- 1999 Kazuhiko Hosokawa
- 1998 Keiichiro Fukabori
- 1997 Shinichi Yokota
- 1996 Carlos Franco
- 1995 Masashi Ozaki
- 1994 Masashi Ozaki
- 1993 Tsuneyuki Nakajima
- 1992 Masashi Ozaki
- 1991 Akiyoshi Ohmachi
- 1990 Tsuneyuki Nakajima
- 1989 Masashi Ozaki
- 1988 Naomichi Ozaki
- 1987 Isao Aoki
- 1986 Masahiro Kuramoto
- 1985 Tsuneyuki Nakajima

ANA Sapporo Open
- 1984 Pete Izumikawa
- 1983 Tsuneyuki Nakajima
- 1982 Norio Suzuki
- 1981 Masahiro Kuramoto
- 1980 Teruo Sugihara
- 1979 Graham Marsh
- 1978 Teruo Sugihara
- 1977 Teruo Sugihara
- 1976 Takashi Murakami
- 1975 Hsieh Yung-yo
- 1974 Masashi Ozaki
- 1973 Masashi Ozaki

Den här artikeln är helt eller delvis baserad på material från engelskspråkiga Wikipedia.